# تاکایوشی تودا
تاکایوشی تودا (انگلیسی: Takayoshi Toda؛ زادهٔ ۸ دسامبر ۱۹۷۹) یک بازیکن فوتبال اهل ژاپن است.